# KSV Ingelmunster
KSV Ingelmunster was een Belgische voetbalclub, opgericht in 1930 als Sportvereeniging Ingelmunster. In 2002 speelde de club verder in Harelbeke en veranderde het jaar daarop haar naam naar Sporting West.

## Geschiedenis

### KSV Ingelmunster
De club ontstond in januari 1930 als Sportvereeniging Ingelmunster en sloot zich aan bij de Belgische Voetbalbond onder stamnummer 1574. In de eerste jaren van de Tweede Wereldoorlog was de club inactief. Daarentegen speelde in Ingelmunster ook Football Club Naaipander Boys Ingelmunster, dat in 1941 was opgericht en was aangesloten bij het Katholiek Vlaamsch Sportverbond, een met de KBVB concurrerende amateurbond. In 1943 wilde deze club als Olympic Ingelmunster toetreden tot de Belgische Voetbalbond. Uiteindelijk nam het bestuur van deze club het verdwijnende SV Ingelmunster over, dat omgedoopt werd tot Sportvereeniging Olympic Ingelmunster en zo verder speelde bij de Belgische Voetbalbond. In 1957 werd de club koninklijk. Olympic speelde op terreinen in de Heirweg Noord en had rood-geel als kleuren.
In 1945 was in Ingelmunster ook Football Club Molen Sport Ingelmunster aangesloten bij de voetbalbond, onder stamnummer 4254 en had blauw-wit als kleuren. Molen Sport speelde achter het café 't Molentje. Deze club diende echter in de zomer van 1961 zijn ontslag in en men ging in de gemeente samen verder binnen één voetbalclub. Olympic wijzigde in 1962 dan ook zijn naam in Koninklijke Sportvereniging Ingelmunster. Het team speelde in rood-gele kleuren.
De club maakte eind de jaren 90 een steile opgang. In 1996 speelde de club met 15 punten voorsprong kampioen in Eerste Provinciale. In 1997 eindigde Ingelmunster al op een tweede plaats in Vierde Klasse A, en kon dankzij de eindronde promoveren. Het eerste seizoen in Derde Klasse A werd de ploeg onmiddellijk weer tweede, maar kon in de eindronde een promotie naar Tweede Klasse niet afdwingen. Nog een seizoen later, in het seizoen 1998-'99, werd Ingelmunster echter kampioen in Derde Klasse A en promoveerde zo toch naar Tweede Klasse. Het volgende seizoen, 1999-2000, werd Ingelmunster direct zesde in Tweede Klasse, en kon aan de eindronde deelnemen. Deze werd echter door La Louvière gewonnen, Ingelmunster werd tweede en miste zo de promotie. In 2001-02 eindigde Ingelmunster tweede in de Tweede Klasse, en het kon opnieuw aan de eindronde deelnemen. De ploeg verloor zijn zesde en laatste wedstrijd van deze eindronde met 2-1 van RAEC Mons en zo eindigde Ingelmunster op slechts twee puntjes van RAEC Mons. Ingelmunster eindigde zo op een derde plaats in de eindronde en miste opnieuw nipt de promotie naar Eerste Klasse, slechts enkele jaren nadat de club nog in Provinciale speelde.

### Vertrek naar Harelbeke
In 2002 speelde KSV Ingelmunster verder in het Forestiersstadion waar het de plaats innam van KRC Zuid-West-Vlaanderen die toen failliet ging. De fusieclub speelde verder met het stamnummer 1574 van Ingelmunster onder de naam KSV Ingelmunster Zuid-West. De clubkleuren werden de kleuren van beide vorige clubs, rood-geel-paars. Het eerste seizoen werd de club slechts 15de op 18 ploegen in Tweede Klasse. In 2003 werd de naam Sporting West Ingelmunster-Harelbeke (afgekort S.W.I. Harelbeke of Sporting West), de ploeg werd 16de en moest een eindrondespelen met enkele derdeklassers. Daarin verloor men van KV Kortrijk, en degradeerde men zo naar Derde Klasse. Voor sommige supporters was bovendien deze stap naar Harelbeke te groot, en in Ingelmunster werd met OMS Ingelmunster een nieuwe club opgericht.

### Hergeboorte van SV Ingelmunster (2019)
Toen OMS Ingelmunster fusioneerde met het naburige KFC Izegem tot KFC Mandel United, en de ploeg verhuisde naar Izegem in 2019/20, was er opnieuw geen voetbal meer te bekijken in Ingelmunster zelf. Als reactie werd onder het initiatief van Francis Vandeputte het nieuwe SV Ingelmunster met stamnummer 9714 boven de doopvont gehouden. 

## Resultaten van KSV Ingelmunster
| Seizoen                                  | Klasse | Klasse | Klasse | Klasse | Klasse | Klasse | Klasse | Klasse | Klasse | Reeks           | Punten | Opmerkingen                                                                                |
|                                          | I      | I      | II     | III    | IV     | P.I    | P.II   | P.III  | P.IV   |                 |        |                                                                                            |
| ---------------------------------------- | ------ | ------ | ------ | ------ | ------ | ------ | ------ | ------ | ------ | --------------- | ------ | ------------------------------------------------------------------------------------------ |
| Als KSV Ingelmunster                     |        |        |        |        |        |        |        |        |        |                 |        |                                                                                            |
| 1999/00                                  |        |        | 6      |        |        |        |        |        |        | Tweede klasse   |        | Tweede in eindronde voor promotie                                                          |
| 2000/01                                  |        |        | 6      |        |        |        |        |        |        | Tweede klasse   | 55     |                                                                                            |
| 2001/02                                  |        |        | 2      |        |        |        |        |        |        | Tweede klasse   | 67     | Derde in eindronde voor promotie met Bergen, Heusden-Zolder en Cercle Brugge               |
| 2002/03                                  |        |        | 15     |        |        |        |        |        |        | Tweede klasse   | 39     | Speelde ook als KSV Ingelmunster Zuid-West. Eerste seizoen in Forestiersstadion Harelbeke. |
| Als Sporting West Ingelmunster-Harelbeke |        |        |        |        |        |        |        |        |        |                 |        |                                                                                            |
| 2003/04                                  |        |        | 16     |        |        |        |        |        |        | Tweede klasse   | 31     | Verlies in eindronde voor behoud van KV Kortrijk                                           |
| 2004/05                                  |        |        |        | 10     |        |        |        |        |        | Derde klasse A  | 42     |                                                                                            |
| 2005/06                                  |        |        |        | 5      |        |        |        |        |        | Derde klasse A  | 48     |                                                                                            |
| 2006/07                                  |        |        |        | 14     |        |        |        |        |        | Derde klasse A  | 22     | Verlies in eindronde voor behoud van Excelsior Veldwezelt                                  |
| 2007/08                                  |        |        |        |        | 16     |        |        |        |        | Vierde klasse A | 23     | Laatste seizoen                                                                            |